# Flying Teapot
Albums de Gong
Obsolete
(1971) Angel's Egg
(1973)
Flying Teapot est le quatrième album du groupe Gong sorti en 1973. C'est la première partie de la trilogie Radio Gnome Invisible, qui comprend aussi Angel's Egg (1973) et You (1974).
Le disque conte le début des aventures de Zero the Hero amené à devoir visiter la magique et verte planète Gong, peuplée de Pot Head Pixies et d' Octave Doctors. Il rencontrera aussi la sorcière (The Witch).
L'arrivée de Tim Blake aux synthétiseurs (et également au chant) fait évoluer la musique du Gong (« The Octave Doctors And The Crystal Machine »), même s'ils seront plus présents sur les disques suivants. Le disque contient trois titres qui seront des pièces majeures du groupe sur scène : « Radio Gnome Invisible », « Flying Teapot » et « Zero The Hero & The Witch's Spell ». Les versions studio de ces chansons, quoique réussies, sont moins percutantes que celles en concert, en particulier les versions de Live Etc.. À noter aussi la présence de Steve Hillage à titre d'invité : il ne joue que sur quelques titres, il se joignit au groupe sur l'album suivant. 
Les enregistrements ont eu lieu dans le même studio et en même temps que ceux de Tubular Bells de Mike Oldfield. Ils furent enregistrés de jour par Simon Heyworth et Tom Newman avec Giorgio Gomelsky à la production, pendant que Mike Oldfield enregistrait la nuit.
Toutes les versions sur CD ont des versions raccourcies de la chanson « Flying Teapot », qui a été raccourcie de 12 min 30 à 11 min 52 et une version abrégée de « The Octave Doctors and The Crystal Machine », qui a été raccourcie de 2 min 00 à 1 min 51, et aussi « Zero The Hero et The Witches Spell », raccourcie de 9 min 45 à 9 min 38. Cette édition est une source de controverse et de déception pour les fans de l'album original.

## Titres
- 1. Radio Gnome Invisible (Allen) 5:30
- 2. Flying Teapot (Allen/Moze) 12:30
- 3. The Pot Head Pixies(Allen) 3:00
- 4. The Octave Doctors And The Crystal Machine (Blake) 2:00
- 5. Zero The Hero & The Witch's Spell (Allen/Tritsch) 9:45
- 6. Witch's Song, I Am Your Pussy (Smyth/Allen) 5:10

## Musiciens
- Captain Capricorn Dingo Virgin (Daevid Allen) : aluminum croonguitar, stumblestrum, pon voicebox = guitare, chant
- The Submarine Captain (Christian Trisch) : sideral guitar, dogfood = guitare
- Francis Bacon (Francis Moze): VCS3, elect piano, meat bass = basse, synthé VCS3, piano électrique
- Hi.T.Moonweed (Tim Blake) : crystal machine, pon voicebox = synthés, chant
- Bloomdido Bad de Grass (Didier Malherbe) : splitsax, soprasax, so flooth = saxophones, flûtes
- Lawrence The Alien (Laurie Allan) : drumbox, kicks & knocks = batterie, percussions
- Rachid Whoarewe (Rachid Houari) : drumbox, congox = congas, bongos
- Shakti Yoni (Gilli Smyth) : orgone box, space whisper = chant
- Wiz De Kid : technicien à l'éclairage
- Venux de Luxe (Francis Linon) : road crew
- Duke : roadie

## Musicien invité
- Stevie Hillside (Steve Hillage): spermguitar, slow whale + guitare